# Athens Open 1993
L'Athens Open 1993 è stato un torneo di tennis giocato sulla terra rossa. È stata l'8ª edizione del torneo, che fa parte della categoria World Series nell'ambito dell'ATP Tour 1993. Si è giocato ad Atene in Grecia dal 4 all'11 ottobre 1993.

## Campioni

### Singolare maschile
Jordi Arrese ha battuto in finale  Alberto Berasategui con il punteggio di 6–4, 3–6, 6–3

### Doppio maschile
Horacio de la Peña /  Jorge Lozano hanno battuto in finale  Royce Deppe /  John Sullivan con il punteggio di 3–6, 6–1, 6–2